# 阿祖萨 (加利福尼亚州)
阿祖萨 ，又译阿苏萨。是美国加利福尼亚州洛杉矶县下属的一座城市。建市于1898年12月29日，面积大约为9.66平方英里（25平方公里）。根据2020年美国人口普查，该市有人口50,000人。